# معركة جبل حمرين
معركة جبل حمرين (بالإنجليزية: Battle Of Mount Hamrin) هي محاولة بريطانية لتطويق جزء من الجيش العثماني السادس وذلك بعد الاستيلاء على بغداد في 11 مارس 1917 وكان ذلك خلال حملة بلاد ما بين النهرين كجزء من أحداث الحرب العالمية الأولى ، أسفرت المعركة التي وقعت في 25 مارس 1917 عن انتصار قوات الدولة العثمانية.

## بعد
استخدم قائد القوات العثمانية هذا النصر للانسحاب عبر نهر ديالى في محاولة لربط قواته مع باقي عناصر الجيش السادس  وأخيرا ونظرًا لعدم وجود تهديد عثماني شرق ديالى أو في بلاد فارس، انضم قائد القوات البريطانية كيري إلى الجيش البريطاني الرئيسي تحت قيادة مود، وعلى الرغم من أن البريطانيين خسروا معركة جبل حمرين، إلا أنها كانت المرة الأخيرة التي حاول فيها العثمانيون غزو بلاد فارس لتهديد قوات الهند البريطانية . 